# Валериј Залужни
Валериј Федорович Залужни (укр. Валерій Федорович Залужний; Новоград-Волински, 8. јул 1973) јесте украјински генерал и главнокомандујући Оружаних снага Украјине од 27. јула 2021. до 8. фебруара 2024. године.

## Биографија
Рођен је 8. јула 1973. године у Новограду-Волинском, Украјинска ССР, СССР. Завршио је Институт копнене војске у Одеси 1997. године. Похађао је Национални универзитет одбране у Кијеву.
Дана 27. јула 2021. године, председник Володимир Зеленски именовао га је за главнокомандујућег Оружаних снага Украјине. Наредног дана је именован за члана Националног савета за безбедност и одбрану.
Залужни подржава одбацивање старих совјетских војних пракси. Као један од својих главних приоритета навео је реформу Оружаних снага Украјине са принципима НАТО-а.
Дана 5. марта 2022. године, током инвазије Русије на Украјину, Зеленски је унапредио Залужног у чин генерала.